# Szysia
Szysia – struga w województwie podlaskim, prawy dopływ Bugu. W całym biegu przepływa przez obszary rolnicze: łąki, pastwiska oraz grunty orne. W zlewni Szysi dominują gleby płowe i brunatne wyługowane, a także gleby bielicowe. W końcowym odcinku (w dolinie Bugu) dominują z kolei mady rzeczne. Rzeka zauważalnie meandruje. 
6 marca 2015 roku nieopodal Klekotowa podczas prac budowlanych w korycie Szysi odnaleziono około 3000 sztuk amunicji, pochodzącej z II wojny światowej.
Pod względem czystości Szysia zaliczona była do wód pozaklasowych z uwagi na wysoki poziom fosforanów pochodzących ze spływów powierzchniowych oraz niekontrolowanego odpływu ścieków bytowych z gospodarstw rolnych. Poza tym większość parametrów odpowiadała I klasie czystości. Stwierdzono także pewne zanieczyszczenie metalami ciężkimi (kadm, ołów).